# Senga Nengudi
Senga Nengudi (née le 18 septembre 1943 à Chicago aux États-Unis) est une artiste plasticienne africaine-américaine, surtout connue pour ses sculptures et installations abstraites combinant des objets trouvés et des performances chorégraphiées. Elle fait partie d'un groupe d'artistes africains-américains d'avant-garde travaillant à New York et à Los Angeles à partir des années 1960.

## Jeunesse et éducation
Senga Nengudi naît à Chicago en 1943 sous le nom de Sue Irons. Après le décès de son père en 1949, elle déménage à Los Angeles et à Pasadena avec sa mère. Senga Nengudi se retrouve alors entre plusieurs écoles, effectuant des transferts entre Los Angeles et Pasadena. Après avoir obtenu son diplôme du lycée Dorsey, Senga Nengudi étudie l'art et la danse dans les années 1960 à la California State University de Los Angeles, puis obtient un BA en 1967. Elle étudie ensuite pendant un an à l’Université Waseda de Tokyo, dans l’espoir d’en apprendre davantage sur le collectif Gutai, le premier groupe artistique radical d'après-guerre au Japon, fondé par le peintre Jiro Yoshihara . En 1967, elle retourne à la California State University, dont elle sort diplômée d'une maîtrise en sculpture en 1971. Elle travaille également au Pasadena Art Museum et à l'Atelier communautaire des beaux-arts. Au début des années 1970, elle déménage à New York pour poursuivre sa carrière d'artiste. Elle voyage régulièrement entre New York et Los Angeles.  
Elle vit et travaille aujourd'hui à Colorado Springs. 

## Œuvre
Senga Nengudi fait partie des scènes artistiques noires, radicales et avant-gardistes de New York et de Los Angeles au cours des années 1960 et 1970. Elle est membre du collectif Studio Z, également connu sous le nom de L.A. Rebellion, regroupant des artistes africains-américains «remarqués pour leur pratique expérimentale et improvisée », David Hammons et Maren Hassinger, également membres du Studio Z, collaborent fréquemment avec elle. 
Elle travaille en particulier avec deux galeries : Pearl C. Woods Gallery à Los Angeles (détenue et dirigée par Greg Pitts) et Just Above Midtown à New York. Elle décrit le travail avec ces deux galeries qui « essayaient de briser les murs »  pour la communauté des artistes noirs, comme riche en énergies créatrices. 
En mars 2017, Senga Nengudi participe à la section Focus de l'Armory Show à New York sur le stand de la galerie Thomas Erben et Lévy Gorvy. 
Senga Nengudi participe également  à la Biennale de Venise 2017, Viva Arte Viva, du 13 mai au 16 novembre 2017. 
En France, ses œuvres sont présentées à la biennale des Ateliers de Rennes en 2018. 

### Philosophie artistique
L'art de Senga Nengudi est participatif. Il est une invitation au partage d'expériences au travers d'abstractions qui sollicitent les sens et le centre, en invitant le spectateur à devenir un participant de son œuvre. 

### Thèmes
La complexité des classifications culturelles, ethniques et raciales est devenue un élément central du travail de Senga Nengudi, au même titre que sa gestion des contraintes liées au genre. Elle combine souvent des formes d'art africain, asiatique et amérindien, notamment pour ses performances et ses photographies mises en scène. Le travail de Senga Nengudi se concentre sur les effets négatifs de ces forces systématiques sur chacun et ses œuvres tentent de favoriser l'inspiration interculturelle pour les hommes et les femmes. Elle cite souvent les philosophies africaines et orientales comme fondement de son travail.   

### Matériaux
Les arts visuels, la danse, la mécanique corporelle et la spiritualité intéressent Senga Nengudi depuis son enfance. Ces éléments se traduisent dans son art de manière changeant avec des matériaux naturels (sable, terre, roches, gousses de graines) et non conventionnels (collants, objets trouvés, ruban adhésif).

### Répondez s'il vous plait(R.S.V.P), (1975-1977)
En 1975, après la naissance de son fils et voyant les changements survenus dans son corps, Senga Nengudi commence la série Répondez s'il vous plait (RSVP) qui est son œuvre la plus connue. L'exposition est programmée pour la première fois du 8 mars au 26 mars 1977 à New York. Combinant son intérêt pour le mouvement et la sculpture, Senga Nengudi réalise des sculptures abstraites d'objets du quotidien à l'aide de décors chorégraphiés, qui ont été soit interprétés devant un public, soit filmés. Les sculptures ont été fabriquées à partir de collants, qui sont étirés, tordus, noués et remplis de sable. Les sculptures finies, conçues à l’origine pour pouvoir être touchées par le public, sont souvent suspendues aux murs mais aussi étendues sur l’espace de la galerie, évoquant les formes d’organes corporels, de seins affaissés et du ventre de la mère,. Pour elle, l’utilisation de collants comme matériau reflète l’élasticité du corps humain, en particulier du corps féminin. Ces pièces, ainsi que ses dernières performances impliquant des collants, expriment un mélange de sensualité, d'identité raciale, d'image corporelle et d'impacts sociétaux sur le corps des femmes. 
Malgré son implication croissante au sein de la communauté artistique africaine-américaine de Los Angeles, lors des débuts de cette série, son travail ne suscite pas un intérêt significatif de la part du public. Un des amis proches de Senga Nengudi, David Hammons attribue le manque d'intérêt du public pour son travail à l'esthétique abstraite de nombreuses œuvres de l'artiste au cours des années 1960 et 1970. De plus, les sculptures RSVP de Nengudi différent grandement de la plupart des œuvres d'art populaires de ses pairs à Los Angeles, ainsi qu'à New York. Senga Nengudi est sensibilisée à la perception de son art par le public par rapport aux œuvres d'art réalisées par ses pairs, un concept solidifié à New York, où certaines personnes avaient l'impression de ne pas faire de « l'art noir »[pas clair]. 
Les sculptures RSVP de Senga Nengudi ont fait des apparitions plus récentes dans des expositions de groupe itinérantes, notamment Now Dig This! Art & Black Los Angeles 1960-1980 (2011-2013) et Blues for Smoke (2013).

### Performances
En 1978, Senga Nengudi s'associe à Hassinger pour une performance dans laquelle les deux artistes improvisent leurs mouvements, empêtrés dans une vaste toile de collants. La représentation symbolise la manière dont les femmes sont limitées par les normes de genre de la société. Senga Nengudi également prend de nombreuses photographies de scène au cours de cette période. Elle y apparait souvent anonymement comme une figure sans sexe, défiant toute définition. 
La même année, Senga Nengudi et des membres du collectif Studio Z (dont Hammons et Hassinger) présentent Ceremony for Freeway Fets sous un viaduc autoroutier sur Pico Boulevard à Los Angeles. Senga Nengudi conçoit des costumes et des coiffes en collants pour les interprètes. Hammons et Hassinger jouent les rôles des esprits masculins et féminins, Senga Nengudi interprète le rôle d'un esprit d'union des sexes. La performance dansée et la bande-son, réalisées par des membres du Studio Z, sont improvisées.

### Warp Trance(2007)
Au cours de sa résidence en 2007 au Fabric Workshop and Museum à Philadelphie, PA, Senga Nengudi introduit pour la première fois l'art vidéo à sa pratique. Elle crée l'installation vidéo intitulée Warp Trance (danse de la chaîne). 
Lors de visites dans des usines de textile à travers l'État, elle enregistre des séquences vidéo et audio des usines de textile en pleine activité et elle recueille également des objets, tels que des cartes perforées, utilisées pour programmer les machines à tisser Jacquard et mécaniser les usines textiles. Lors de la dernière installation, Senga Nengudi projette une séquence vidéo sur un écran vertical de cartes perforées dans un espace contenant le son ambiant des enregistrements audio. Le travail explore les thèmes de la technologie, les politiques du travail, la musique contemporaine et la répétition des danses rituelles.

### Expositions et collections de musées
Les œuvres de Senga Nengudi se trouvent dans les collections du musée d'art moderne et au Whitney Museum of American Art de New York, au Tate Modern de Londres, au Hammer Museum, au musée d'art Carnegie à Pittsburgh, au musée d'art contemporain de Los Angeles, au Studio Museum de Harlem, au Brooklyn Museum et au musée d'art de São Paulo.

## Enseignement
En plus de ses activités artistiques, Sengua Nengudi est engagée dans l'éducation artistique. Durant sa retraite, elle enseigne au département des arts visuels et des arts du spectacle de l'université du Colorado à Colorado Springs (UCCS). Les programmes d'éducation artistique qu'elle met en place concernent la diversité dans les communautés où elle réside.  

Sa vision de l'art et de l'éducation artistique est la suivante :  
 « Partager les cultures des uns et des autres par le biais des arts constitue un véritable pont vers un respect sain des uns et des autres, et l'éducation artistique en général permet de stimuler l'esprit et de résoudre des problèmes de manière créative ». 

## Autres travaux
En plus de ses installations, sculptures et performances, Senga Nengudi crée également des peintures, de la photographie et écrit de la poésie sous les pseudonymes Harriet Chin, Propecia Lee et Lily B. Moor. Dans une interview, Senga Nengudi a expliqué comment elle a décidé de créer ces pseudonymes : "Tout a commencé quand j'ai vu une série de cartes postales avec des œuvres d'art incroyables et d'aspect très africain, mais ensuite, lorsque j'ai retourné la carte postale et que j'ai vu que l'artiste était blanc, je me suis dit : « Mais alors ? Plus tard, je me suis demandé pourquoi j'avais répondu de cette façon. J'ai réfléchi à cette question de nom et à la façon dont nous tirons des conclusions en fonction de l'ethnicité d'un nom. Bien sûr, s'il n'y a pas de nom attaché, il suffit alors aux gens de réagir au travail en soi. Mais si c'est du travail de "Yamamoto" ou de "Rodriguez", il y a immédiatement un autre filtre que nous mettons en place pour le visualiser. Les différents noms que j'utilise ont tous un lien personnel. Je veux que ce soit comme Br'er Rabbit, essayant d'être le filou, de jouer avec les choses et de faire en sorte que les gens voient les choses différemment ». 
Elle organise également des expositions, comme une exposition personnelle de Kira Lynn Harris à la Cue Art Foundation à New York au printemps 2009.

## Expositions monographiques (sélection)[sourceinsuffisante]
- 1977 : Répondez s'il vous plaît (RSVP), performance. Galerie Pearl C. Wood. Los Angeles, Californie. Juste au-dessus de Midtown Gallery. La ville de New York.
- 1981 : Vestige - "La découverte de l'Amérique par Christophe Colomb", exposition personnelle. Juste au-dessus de Midtown Gallery, New York City.
- 2003 : Répondez s'il vous plaît, exposition personnelle. Galerie Thomas Erben, New York City.
- 2004 : One Source Many Rivers, installation solo. Carnegie International 2004–05, musée d'art Carnegie, Pittsburgh, Pennsylvanie.
- 2007 : Senga Nengudi: Warp Trance. Pennsylvanie Académie des Beaux - Arts Morris Gallery, Philadelphie, Pennsylvanie.
- 2012 : Love U, exposition personnelle. Entrepôt Gallery, Syracuse, New York.
- 2013 : Performances, 1976–81, exposition personnelle. Galerie Thomas Erben, New York City.
- 2014 : The Performing Body, exposition personnelle. RedLine Gallery, Denver, Colorado.
- 2014 : The Material Body, exposition personnelle. Musée d'art contemporain, Denver, Colorado.
- 2016 : Senga Nengudi: Improvisational Gestures, Galerie d'art Henry, Seattle, Washington[5].
- 2017-18 : Head Back & High: Senga Nengudi, Performance Objects (1976–2015), exposition personnelle, Baltimore Museum of Art and Art+Practice, Los Angeles
- 2020 : Histórias da dança, Museu d'Arte de São Paulo[14].

## Publications (sélection)
- Nengudi, Senga; Atelier et musée du tissu (2007). Senga Nengudi. Philadelphie, Pennsylvanie: atelier et musée sur les tissus.
- Nengudi, Senga; Galerie d'entrepôt (2012). Senga Nengudi : je t'aime. Syracuse, New York: galerie d'entrepôt.
- Nengudi, Senga; Claus, Elisabeth (2012). Senga Nengudi. Aschaffenburg, Bavière: Neuer Kunstverein Aschaffenburg e. V. KunstLANDing.
- Nengudi, Senga; Jones, Kellie ; Cube Blanc (2014). Senga Nengudi : alt. Londres, Angleterre: Cube blanc.
- Nengudi, Senga; Jones, Kellie; Luard, miel; Feaver, Dorothy; Cube Blanc (2014). Senga Nengudi : Alt : à l'intérieur du cube blanc.  (ISBN 9781906072872)
- Nengudi, Senga; Burnett Abrams, Nora; Auther, Elissa; Jones, Amelia ; Pitts Angaza, Gregory (2015). Senga Nengudi : gestes d'improvisation. Denver, Colorado: Musée d'art contemporain de Denver .  (ISBN 9780692536254)
- Nengudi, Senga; Yasar, Begum; Bradley, Rizvana; Lévy, Dominique (2016). Senga Nengudi: [10 septembre au 24 octobre 2015]. La ville de New York; Londres, Angleterre: Dominique Lévy.  (ISBN 9781944379025)

## Prix et distinctions
- Nasher Prize for Sculpture, 2023[21]